# Бештау
Бешта́у — конусоподібна п'ятивершинна гора, що круто підноситься над рівниною біля міста П'ятигорська (Північний Кавказ). Розташована у Ставропольському краї, Росія.
- Висота гори — 1400 м
- Утворена з магматичних порід (трахітів і ліпаритів), які є добрим будівельним матеріалом
- Схили вкриті листяними лісами

Цю гору згадує М. Лермонтов в своєму опіданні «Княжна Мері», яке потім увійшло до другої частини повісті «Герой нашого часу».

## Геологічна будова
Відносно полога (7—8°) нижня частина гори складена морськими палеогеновими глинами, рідше мергелями й алевролітами й розсічена радіальною системою глибоких балок. Починаючи з висоти 820 м верхня частина являє собою інтенсивно розчленований скельний масив бештаунітів площею близько 3 км², з окремими блоками вапняків, пісковиків і глинистих сланців крейдового віку. Вона складається з головного конуса — Великого Бештау (1400 м) — і радіально розбіжних від нього семи відрогів з вершинами:
- Малий Бештау (1254 м),
- Козячі Скелі (1167 м),
- Два Брати (1124 м),
- Кошлата (Кудлата) (1080 м).

Підніжжя скель і розпадини засіяні великими кам'яними осипами. У сідловині між Великим і Малим Бештау зберігся залишок покриву строкатих пізолітових туфів — слідів неогенової вулканічної діяльності.

## Корисні копалини

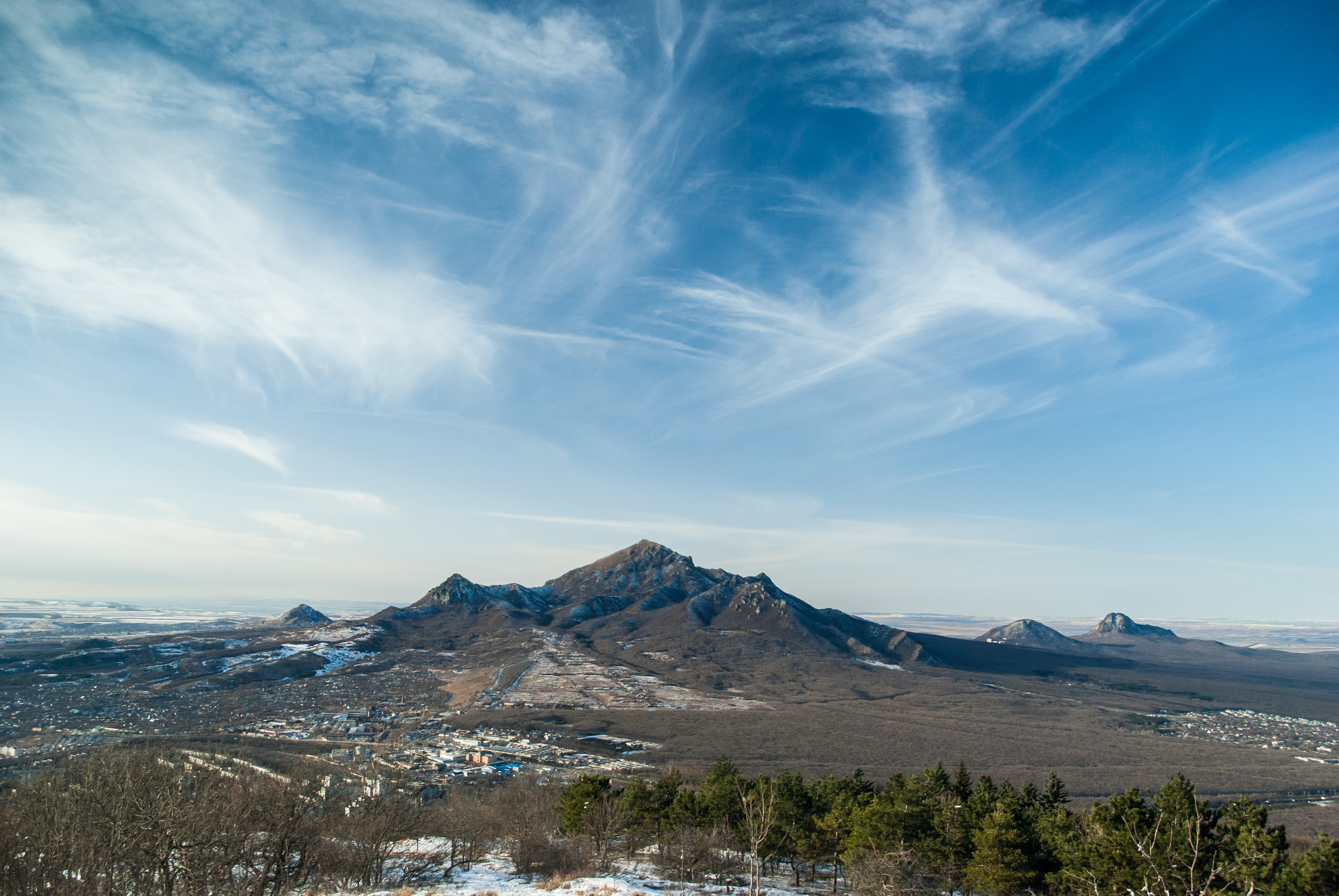
Вид на Бештау з гори Машук

З інтрузією бештаунітів зв'язане Лермонтовське родовище уранових руд, що розроблялося в 50—70-і роки XX століття, із центром їх видобутку й збагачення в місті Лермонтов. У складі руд переважають оксиди й водні фосфати (слюдки) урану. Рідше зустрічається уранвмісний титаново-рідкісноземельний мінерал давидит і знайдений тільки на Бештау водний фосфат урану, церію й кальцію — лермонтовіт. Супутні мінерали: кварц, халцедон, кальцит, флюорит, датоліт, пірит, лімоніт.
Головне природне багатство гори — мінеральні води — утворюють два родовища й експлуатаційну ділянку. На південно-західному схилі гори, у верхньоюрсько-нижньокрейдових шарах формується Бештаугірське родовище, що містить два типи вод: гарячі (65—75 °С) вуглекислі гідрокарбонатно-сульфатні з підвищеним вмістом кремнію й сірководню, близькі до желєзноводських, і слабковуглекислі сульфатно-гідрокарбонатні кальцієво-натрієві, із загальним дебітом близько 450 м³ на добу.
У тріщинуватих вапняках верхньої крейди на східному схилі Бештау розвідане Іноземцевське родовище вуглекислих сульфатно-гідрокарбонатних натрієвих вод желєзноводського типу з розвіданими запасами 360 м³ на добу. У верхній частині гори, у тріщинуватих бештаунітах добуваються холодні сульфатно-гідрокарбонатні кальцієві радонові води, що входять у Бештаугірську експлуатаційну ділянку, із запасами близько 300 м³ у добу. Деякі джерела упоряджені. Мінеральні води Бештау входять у ресурсні потенціали міст-курортів Єсентуки й Желєзноводськ, та насамперед П'ятигорськ. Радонові води по мінералопроводу подаються в лікарні і водолікарні П'ятигорська.

## Рослинний і тваринний світ
На Бештау зберігається острівний біогеоценоз, що не має аналогів, реліктовий, з висотної поясністю. До висоти 1100 м схили покриті дубово-ясенево-грабовим лісом, що становлять основну частину Бештаугірського лісового масиву, що складається з більш ніж 60 порід дерев і чагарників. Насадження бука східного займає 177 га. У субальпійській зоні широколистяний ліс змінюється холодостійкими березою бородавчастою й горобиною кавказькою. Вище розташована зона субальпійських лугів, що утворюють на головній вершині галявину площею 461 га. На ній зустрічаються представники типової субальпійської лугової флори — первоцвіт чарівний, митник Вільгельма, рододендрон жовтий.
Серед ендеміків гори відомий мак, що відрізняється дуже великими квітами. Ліс багатий грибами, переважно пластинчастими (особливо печерицями, лисичками, волнушками, груздями, парасолями). Фауна гори також відрізняється різноманітністю: кабани, хижі птахи, фазани, зайці, лисиці.